# Amt Selent/Schlesen
La comunità amministrativa di Selent/Schlesen (Amt Selent/Schlesen) si trova nel circondario di Plön nello Schleswig-Holstein, in Germania.

## Suddivisione
Comprende 7 comuni:
1. Dobersdorf (1 077)
2. Fargau-Pratjau (837)
3. Lammershagen (245)
4. Martensrade (958)
5. Mucheln (582)
6. Schlesen (562)
7. Selent (1 687)

Il capoluogo è Schwentinental.
(Tra parentesi i dati della popolazione al 31 dicembre 2021)